# Muhammad Taqi
Muhammad Taqi al-Jaafari Bin Jahari (* 25. Oktober 1986 in Singapur) ist ein singapurischer Fußballschiedsrichter. Er steht seit 2012 sowie als Video-Assistent seit 2021 auf der Liste der FIFA-Schiedsrichter.

## Karriere
Nebst der lokalen Singapore Premier League leitete er auch schon vereinzelt Spiele in der Indian Super League und der Chinese Super League. International leitet er seit 2014 Spiele der AFC Champions League sowie seit 2013 Freundschaftsspiele. Bei der Asienmeisterschaft 2019 leitete er ein Spiel der Gruppe D sowie das Achtelfinale zwischen Katar und dem Irak. Zur Weltmeisterschaft 2022 wurde er ins Aufgebot der Video-Assistenten berufen.